# Synchiropus rameus
Synchiropus rameus är en fiskart som först beskrevs av Mcculloch 1926.  Synchiropus rameus ingår i släktet Synchiropus och familjen sjökocksfiskar. Inga underarter finns listade i Catalogue of Life.